# Bertram Bowyer, 2. Baron Denham
Bertram Stanley Mitford Bowyer, 2. Baron Denham Bt, KBE, PC (* 3. Oktober 1927; † 1. Dezember 2021) war ein britischer Adliger und konservativer Politiker.

## Leben und Karriere
Bowyer war das jüngste Kind und der zweite Sohn von George Bowyer, 1. Baron Denham, aus dessen Ehe mit Hon. Daphne Freeman-Mitford, Tochter des 1. Baron Redesdale. Nachdem sein älterer Bruder im Zweiten Weltkrieg gefallen war, erbte er 1948 beim Tod seines Vaters dessen Adelstitel als 2. Baron Denham und 2. Baronet, of Weston Underwood, sowie den mit der Baronie verbundenen Sitz im House of Lords. Beim Tod eines entfernten Verwandten erbte er 1950 zudem den Titel des 10. Baronet, of Denham Court.
Von 1961 bis 1964 diente er unter den konservativen Premierministern Harold Macmillan und Alec Douglas-Home als Whip im Oberhaus. Nach dem Wahlsieg der Konservativen im Jahre 1970 unter Edward Heath übernahm er das Amt erneut, wurde aber zwei Jahre später Captain of the Yeomen of the Guard, eine Sinekure, die der stellvertretende Chief Whip der Regierungsfraktion im Oberhaus innehat. Das Amt ist etwa vergleichbar einem ersten stellvertretenden Parlamentarischen Geschäftsführer. 1974 schied er mit der Abwahl von Heath aus dem Amt aus.
Als Margaret Thatcher 1979 Regierungschefin wurde, erhielt Bowyer, der bereits im Jahr zuvor zum Chief Whip (Parlamentarischer Geschäftsführer) der Opposition ernannt worden war, das Amt des Captain of the Honourable Corps of Gentlemen at Arms. Damit war er nun Chief Whip der Regierungsfraktion. Dieses Amt behielt er bis in die ersten Monate der Regierung Major im Jahre 1991. Er hat somit unter fünf konservativen Premierministern gedient. 1991 wurde er als Knight Commander des Order of the British Empire ausgezeichnet.
Auch nach der Reform des Oberhauses 1999 hatte Bowyer weiterhin einen Sitz dort als eines der 90 Mitglieder, die von den erblichen Adligen gewählt wurden.
Er betätigte sich auch als Schriftsteller und veröffentlichte unter dem Kurznamen Bertie Bowyer folgende Romane:
- The Man Who Lost His Shadow. 1979.
- Two Thyrdes. 1983.
- Foxhunt. 1988.
- Black Rod. 1997.

## Familie
Bowyer war seit 1956 mit Jean McCorquodale verheiratet. Das Ehepaar hat drei Söhne und eine Tochter. Als er 2021 starb, erbte sein ältester Sohn Richard Grenville George Bowyer (* 1959) seine Adelstitel.